# L'Amour de la vie – Artur Rubinstein
L'Amour de la vie – Artur Rubinstein é um filme-documentário francês de 1969 dirigido e escrito por Gérard Patris e François Reichenbach, que fala sobre o pianista Arthur Rubinstein. Venceu o Oscar de melhor documentário de longa-metragem na edição de 1970.